# Йозеф Юнгман
Юнгман Йосип (Юнгманн, Іосиф-Іаков, чеськ. Josef Jungmann; (16 липня 1773, Гудліце — 14 листопада 1847, Прага) — чеський філолог-славіст, професор, діяч чеського відродження.
У 1799 закінчив філософський факультет Карлового університету. Першим почав викладати чеську мову у Чехії та Моравії. З 1815 року викладав у гімназії у Празі. У 1838 став ректором Карлового університету.
Друкуватися почав як поет у 1795 році. Пропагував необхідність єдиної літературної мови усіх слов'ян, сприяв ідеї слов'янської єдності. Заклав основу новочеської мови та літератури.
Проголосив гасло:
|  | народ живе і виживає лише завдяки мові, і якщо згине мова, загине і народ |

Автор першого роману чеською мовою «Олдржих и Божена» (Oldřich a Božena). Перекладав на чеську мову твори зарубіжних авторів, заснував перший науковий журнал на чеській мові «Krok».
Автор етимологічного та історичного словника чеської мови «Slovnik jazyka ceskeho» (5 т., 1835—1839); «Historie litteratury ceske» (2-ге видання, 1849), уклав бібліографію «Історія чеської літератури» (1825).
Помер 14 листопада 1847 року. Похований на Ольшанському цвинтарі у Празі.

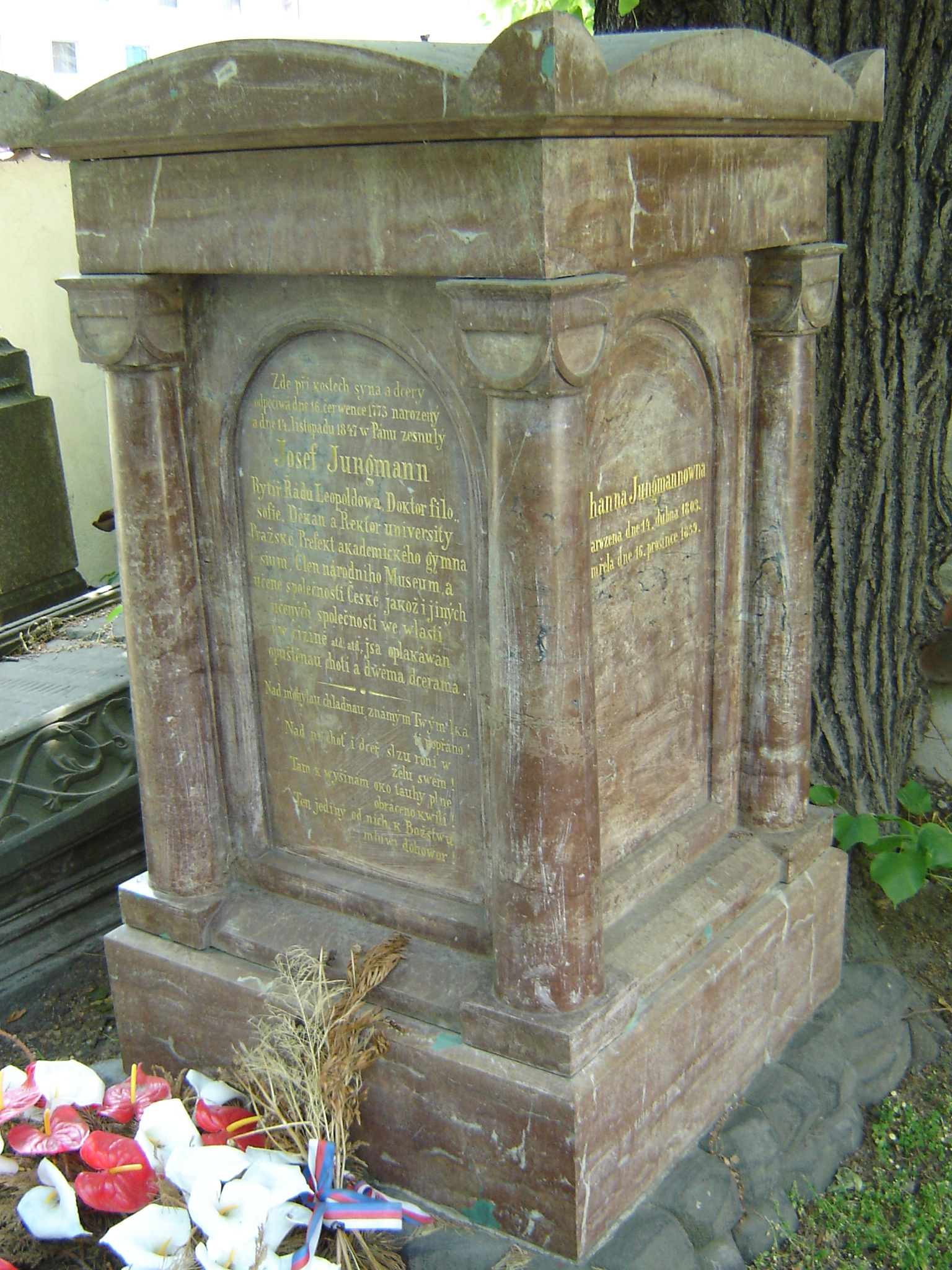
Могила Йозефа Юнгмана

На честь 200-ї річниці його народження у ЧССР була випущена колекційна монета вартістю 50 крон.